# 韋伯的首次深空
韋伯的首次深空（英語：Webb's First Deep Field），中国大陆又译韦布的首次深空，是詹姆斯·韦伯太空望远镜（JWST）正式運作所拍下的全假色星系照片，此張照片紀錄了實際距離地球大約「只有」46億光年的SMACS J0723.3–7327星系團。照片於美東時間2022年7月11日公開，是由望遠鏡的近紅外相機（NIRCam）所拍攝，望遠鏡需要對準同一片天空，經過數百次的曝光疊加，以此拍下遙遠天體的微弱光芒，最後將這張絢爛多彩的太空照片呈現在世人眼前。美國國家航空暨太空總署（NASA）說，此照片是韋伯太空望遠鏡首次捕捉到歷來，「早期宇宙最深處、最清晰的紅外線影像」，可追溯到130億年前。

## 第一張公開照片
韋伯太空望遠鏡是一座紅外天文學望遠鏡，光學主鏡是高達6.5公尺鍍金鈹的花形鏡、由18個6邊形分割鏡面組成，其優於以往的蒐集與捕捉紅外線影像能力，將SMACS 0723星系團當作宇宙放大鏡，窺視這個星系團背後極為遙遠又黯淡的星系，這是所謂重力透鏡效應，如同眼鏡原理，即利用前景星系的質量來彎曲星系背後物體的光線，是目前為止最清晰的聚焦修正，得以觀看到更多的細節，比如其中的星团和漫反射特性。
韋伯將不同波長拍攝的照片重疊，用了12.5小時就完成這張合成影像，以往哈伯太空望遠鏡（Hubble Space Telescope）可能要費時數週。
此照片中可以看到SMACS 0723星系團46億年前的模樣。這個星系團的角直徑，用肉眼比喻觀看，相當於伸長手臂後在手指上的1毫米沙粒所遮住的天空範圍。由於距離過遠，照片中的物體傳來的光呈大幅地紅移。

## 再公開影像
美國航太總署（NASA）於美東時間7月12日發布第一批照片的另外4張。
第一張是個頻譜圖，韋伯望遠鏡未來的工作有一半是光譜分析。該頻譜從太陽系外一顆行星WASP-96b獲得，其距離地球約1150光年，韋伯發現該行星上有水蒸氣活動。
南環狀星雲（Southern Ring Nebula）：一團直徑約半光年包圍著白矮星的膨脹雲氣，距離地球約2000光年。
史蒂芬五重星系：目前為止韋伯望遠鏡所拍攝的最大圖像，超過1.5億像素，由近1000個單圖圖像構成，星系中心的超大質量黑洞一旁氣體的活躍運行速度與組成成分，記錄到了更多以往未見的細節。
船底座星雲：距離地球7600光年，由塵埃和氣體組成的巨大星雲，知名的恆星孕育區，新圖像展示了「難得一見的早期、快速形成階段的恆星」。
韋伯太空望遠鏡團隊於當日稍晚再公開韋伯的調適過程報告，測試短時間內拍攝太陽系近行星木星與其衛星的紅外圖像，追蹤移動目標的性能測試。韋伯望遠鏡的近紅外相機以2種波長拍攝2張圖像，較短波長使用濾光片F212N，較長波長使用F323N濾光片，曝光時間僅75秒。雖然成像結果和以往已公開照片相對粗糙，但同樣條件下所展現的可辨識度是以往所不能的，其能力將有助於追蹤近地天體以及彗星。

## 成就點
美東時間2022年7月11日，NASA向美國總統乔·拜登匯報後，由拜登向大眾公佈此照片。
這張深空照片是人类目前所获得的，宇宙最深遠、且最高解析度的照片，對於探索宇宙最初的時間而言只是開始，研究人員將用更長時間的計算曝光，紀錄揭示宇宙的廣闊。韋伯望遠鏡紀錄到的一部分的光來自138億年前的大爆炸（Big Bang）之後不久的130億年前，未來將持續推進至138億年前，韋伯的終極目標是能夠穿透第一道光，在大爆炸之後不到3億年間，拍下正在擴張及冷卻的宇宙，被第一批星體照亮的時刻。